# Ekaterinburg Mad Wolves 2019
Questa voce raccoglie le informazioni riguardanti le Ekaterinburg Mad Wolves nelle competizioni ufficiali della stagione 2019.

## WLAF Russia 2019

### Stagione regolare
| Mosca 29 settembre 2019, ore 14:30 | Ekaterinburg Mad Wolves | 0 – 40 | Moscow Unicorns |  |

| Mosca 5 ottobre 2019, ore 14:30 | Far East Team | 60 – 6 | Ekaterinburg Mad Wolves |  |

| Mosca 6 ottobre 2019, ore 14:30 | Sechenov Phoenix | 0 – 10 | Ekaterinburg Mad Wolves |  |

## Statistiche di squadra
| Competizione      | %Vittorie | In casa | In casa | In casa | In casa | In casa | In casa | In trasferta | In trasferta | In trasferta | In trasferta | In trasferta | In trasferta | Totale | Totale | Totale | Totale | Totale | Totale |
| Competizione      | %Vittorie | G       | V       | N       | P       | Pf      | Ps      | G            | V            | N            | P            | Pf           | Ps           | G      | V      | N      | P      | Pf     | Ps     |
| ----------------- | --------- | ------- | ------- | ------- | ------- | ------- | ------- | ------------ | ------------ | ------------ | ------------ | ------------ | ------------ | ------ | ------ | ------ | ------ | ------ | ------ |
| Stagione regolare | .333      | 1       | 0       | 0       | 1       | 0       | 40      | 2            | 1            | 0            | 1            | 16           | 60           | 3      | 1      | 0      | 2      | 16     | 100    |
| Totale            | .333      | 1       | 0       | 0       | 1       | 0       | 40      | 2            | 1            | 0            | 1            | 16           | 60           | 3      | 1      | 0      | 2      | 16     | 100    |